# ジョン・モーズビー

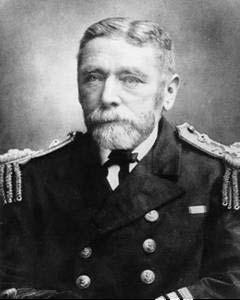
ジョン・モーズビー

ジョン・モーズビー（John Moresby, 1830年3月15日 Allerford, サマセット州, イングランド - 1922年7月12日 フェアハム, ハンプシャー, イングランド）は、イギリス海軍将校。ニューギニア沿岸を探検し、今日のポートモレスビーの地域を発見した。
元々先住民族の村 Hanuabada があった所に町を建設、今日の首都ポートモレスビーとなる。

## 家族
- 父：フェアファックス・モーズビー, Admiral Sir w:Fairfax Moresby
- 妻：Jane Willis Scott クイーンズタウン, アイルランド出身、1859年結婚
- 子供
  - w:Walter Halliday Moresby CBE (1861 - 1951年4月24日)
  - w:Elizabeth Louisa Moresby (1862 - 1931) 作家
  - Ethel Fortescue Moresby (1865 - ?)
  - Georgina Moresby (1867 - ?)
  - Hilda Fairfax Moresby (1868年12月16日 - 1893年8月16日)
  - Gladys Moresby (1870 - ?)

## 著作
- New Guinea and Polynesia..., John Moresby, John Murray 1876.

(2002年再版, Elibron Classics, ISBN 1-4021-8798-X)  
- Two Admirals, Admiral of the Fleet, Sir Fairfax Moresby (1786-1877), and His Son, John Moresby. A Record of Life and Service in the British Navy for a Hundred Years, John Moresby, Murray, London 1909